# Giovanni Bottoia
Giovanni Paolo Bottoia (* 9. Mai 1962 in Varese, Italien) ist ein ehemaliger italienischer Radrennfahrer.
Bei seinem Etappensieg in der Internationalen Friedensfahrt 1982 als Amateur belegte er den 70. Platz in der Gesamtwertung der Rundfahrt, 1984 startete er erneut und wurde 58. Giovanni war Profi von 1984 bis 1989 in einer italienischen Radsportmannschaft, die sich in dieser Zeit – erst Supermercati Brianzoli, dann Chateau d’Ax – umbenannt hat.

## Palmarès
| Jahr | Erfolg | Erfolg     | Rennen                                          | Rennen |
| ---- | ------ | ---------- | ----------------------------------------------- | ------ |
| 1982 | Sieger | 9. Etappe  | Friedensfahrt                                   |        |
| 1986 | 3.     | 3.         | Grandate (Italien)                              |        |
| 1986 | 2.     | 22. Etappe | Giro d’Italia                                   |        |
| 1986 | Sieger | Sieger     | GP Industria & Artigianato / Larciano (Italien) |        |
| 1987 | 2.     | 1. Etappe  | Tour de France 1987                             |        |
| 1987 | 19.    | 19.        | GP E3 Flandern                                  |        |